# ¡Viva la vida!
¡Viva la vida! es una película de Argentina filmada en San Fernando (Buenos Aires) Barrio Don Mariano dirigida por Enrique Carreras sobre el guion de Julio Porter según un argumento de Palito Ortega y Enrique Carreras que se estrenó el 2 de octubre de 1969 y que tuvo como protagonistas a Mercedes Carreras, Juan Carlos Dual, Tita Merello y Hugo del Carril. Fue parcialmente filmada en las Cataratas del Iguazú y en Bariloche.

## Reparto
Participaron del filme los siguientes intérpretes:
- Mercedes Carreras	 ...	Mercedes
- Juan Carlos Dual	 ...	Carlos
- Tita Merello	 ...	Luciana
- Hugo del Carril	 ...	Cantante de candombe
- Ángel Magaña	 ...	Don Luis
- Palito Ortega	 ...	Palito
- Violeta Rivas	 ...	Estudiante
- Néstor Fabián	 ...	Estudiante
- Mariquita Gallegos ...	Susana
- Olinda Bozán	 ...	Madre de Elsa
- Karina	 ...	Elsa
- Hernán Figueroa Reyes	 ...	Él mismo
- Tino Pascali
- Los Cinco Latinos	 ...	Ellos mismos
- María de los Ángeles Medrano
- Marcia Bell	 ...	Estudiante
- Joe Borsani
- Carlos Fioriti
- José Luis Mazza
- María del Carmen Valenzuela …Joven en colectivo

 Mario Sapag

## Comentarios
Jaime Potenze escribió:

”No resulta simpático referirse a una película de título tan positivo en términos muy negativos, pero no hacerlo sería, quizás, deshonesto.”

Clarín dijo del filme:

”Cambiante y variado espectáculo.”

Manrupe y Portela escriben:

”Desfile de números msicales, fotografía color en exteriores y poco más.”